# Crocus cambessedesii
Crocus cambessedesii är en irisväxtart som beskrevs av Jacques Étienne Gay. Crocus cambessedesii ingår i släktet krokusar, och familjen irisväxter.
Artens utbredningsområde är Balearerna. Inga underarter finns listade i Catalogue of Life.